# Дункова
Дункова (пол. Dunkowa) — село в Польщі, у гміні Мілич Мілицького повіту Нижньосілезького воєводства.
Населення — 214 осіб (2011).
У 1975-1998 роках село належало до Вроцлавського воєводства.

## Демографія
Демографічна структура станом на 31 березня 2011 року:
|          | Загалом | Допрацездатний вік | Працездатний вік | Постпрацездатний вік |
| -------- | ------- | ------------------ | ---------------- | -------------------- |
| Чоловіки | 119     | 38                 | 72               | 9                    |
| Жінки    | 95      | 20                 | 50               | 25                   |
| Разом    | 214     | 58                 | 122              | 34                   |